# Chemin de fer du Snaefell

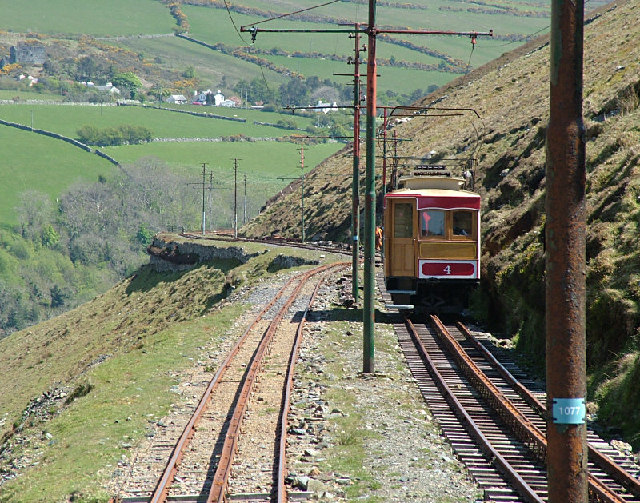
Voiture 4 du chemin de fer du Snaefell.

Le chemin de fer du Snaefell est un chemin de fer électrique de montagne situé sur l'île de Man et reliant la ville côtière de Laxey au sommet du mont Snaefell, le plus haut sommet de l'île, qui culmine à 620,60 mètres d'altitude. Cette ligne rejoint à Laxey la ligne du chemin de fer électrique mannois (Manx Electric Railway ou MER).

## Histoire

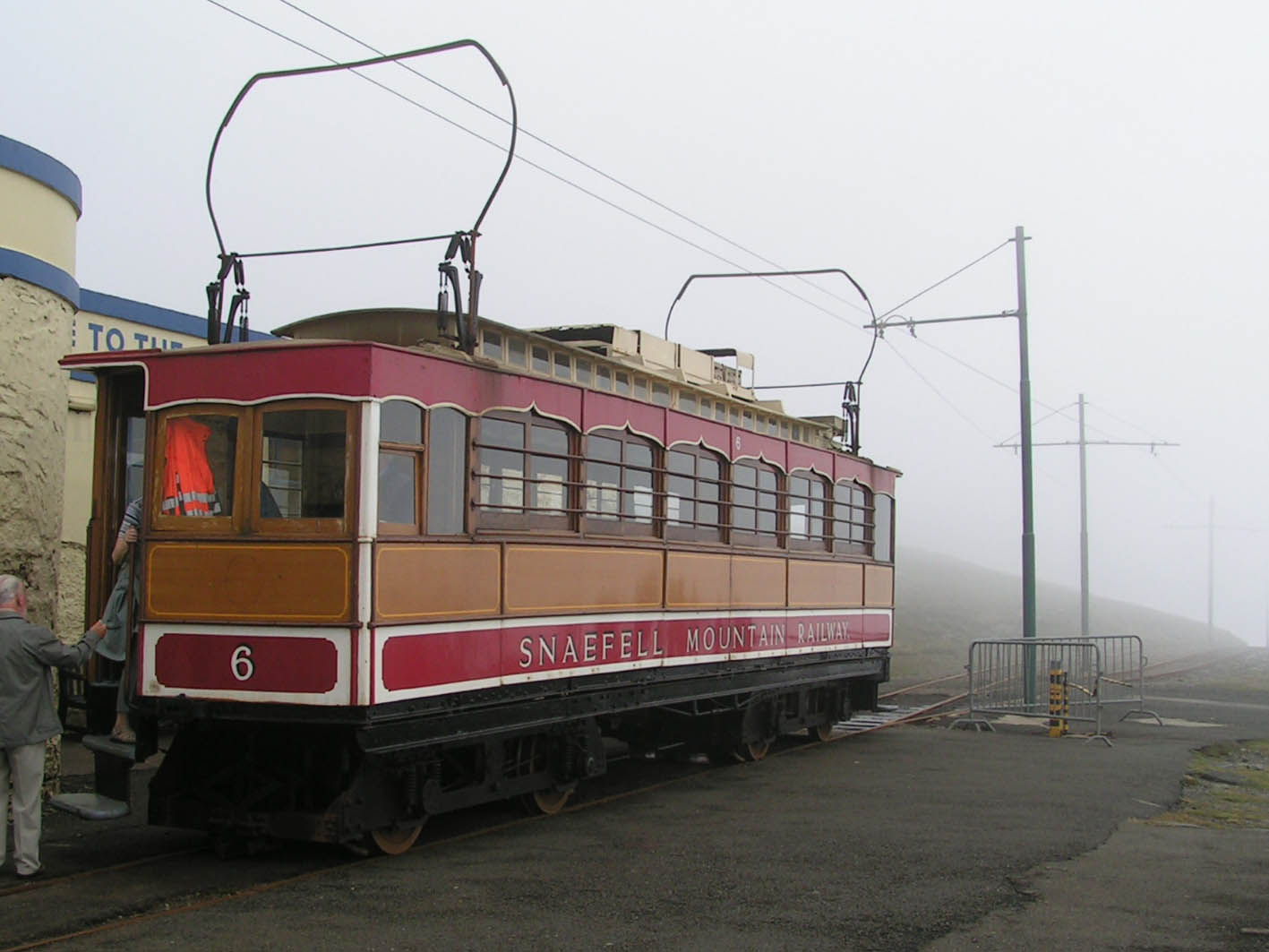
Terminus au sommet du Snaefell.

Le projet d'une ligne est à l'origine étudié par George Nobel Fell, le fils de John Barraclough Fell, l'inventeur du système Fell. Cette étude était prévue pour l'utilisation d'un chemin de fer fonctionnant à la vapeur utilisant un rail central Fell pour à la fois la propulsion et le freinage. Le tracé est approuvé par le Tynwald en 1888 mais le chemin de fer n'est jamais construit.
En 1895, l'association du Chemin de fer du Snaefell (en anglais Snaefell Mountain Railway Association ou SMRA) ressuscite le projet et adopte l'itinéraire de la première étude. Comme la ligne est entièrement construite sur des terres louées par l'association, il est ainsi inutile de se pourvoir de statuts particuliers ce qui permet une construction rapide de la ligne qui ouvre officiellement le 20 août 1895. La ligne est construite comme pour un chemin de fer électrique traditionnel, sans employer le système de traction Fell et avec une adhésion de rail normale pour la montée en pente raide. En revanche, le système de freinage Fell est utilisé pour la descente.
En décembre 1895, l'association du Chemin de fer du Snaefell vend la ligne à la société Isle of Man Tramways & Electric Power Co. Ltd (IoMT&EP) propriétaire du Chemin de fer électrique mannois. Des doutes surviennent à la suite de cette transaction car il s'avère que la SMRA n'est pas enregistrée officiellement, que la plupart de ses membres sont aussi membres de l'IoMT&EP et qu'ils avaient voté pour l'acquisition alors que les statuts de l'association s'y opposaient.
L'IoMT&EP est mise en liquidation en 1900 à la suite d'un krach bancaire. Le liquidateur vend en 1902 la MER et la ligne ferroviaire à la Manx Electric Railway Co. Ltd nouvellement fondée. Cette société connait des difficultés financières à la fin des années 1950 et le gouvernement de l'île de Man la rachète en 1957.

## La ligne

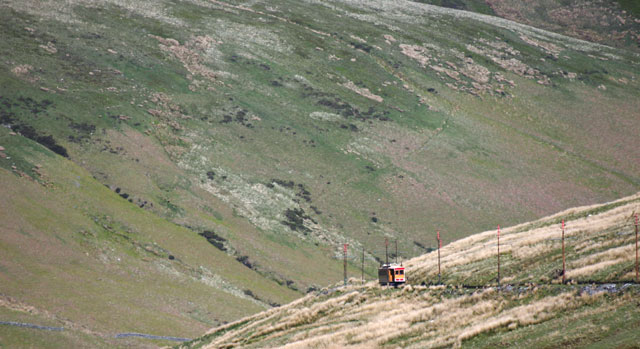
Voiture quittant la gare du Bungalow pour Laxey sur les pentes du Snaefell

La ligne parcourt huit kilomètres et compte trois gares : Laxey, Bungalow et le sommet du Snaefell.
La voie est métrique avec 1 067 millimètres d'écartement et possédant un rail central pour le freinage sur les pentes raides. Elle est électrifiée grâce à une caténaire en courant continu de 550 volts alimentant les voitures par des archets de type tramway.

## Le matériel roulant
La totalité des passagers est prise en charge dans les six autorails électrifiés construits en 1895 et numérotés de un à six. L'autorail n°5 brûle dans un accident en 1970 et est reconstruit l'année suivante selon le même modèle. Les autorails sont équipés à la fin des années 1970 de nouveaux bogies fidèles à l'équipement employé sur les tramways d'Aix-la-Chapelle.
En raison du gabarit et du rail central, les véhicules ne sont pas compatibles pour rouler sur d'autres réseaux. Pour être employés par le Chemin de fer électrique mannois auquel la ligne est reliée, il convient d'adapter de nouveaux bogies aux ateliers de Douglas. Il existe toutefois une voie à double écartement à Laxey.

## Le service et l'exploitation
Le service fonctionne à intervalle régulier entre avril et septembre, prenant 30 minutes par trajet. Il n'y a pas de service en hiver : les fils aériens exposés sur la partie supérieure de l'itinéraire sont démontés pour éviter les dommages du gel.
Le chemin de fer est la propriété de la Compagnie des transports de l'île de Man, département du gouvernement de l'île, qui en assure l'entretien.

## Sources